# El norte sobre el vacío
El norte sobre el vacío és una pel·lícula mexicana dramàtica del 2022, dirigida per Alejandra Márquez Abella, escrita per Márquez Abella i Gabriel Nuncio, basada en el cas real de l'empresari i caçador mexicà Alejo Garza Tamez, qui va ser assassinat en tractar de protegir les seves terres d'una organització criminal. Protagonitzada per Gerardo Trejoluna, Paloma Petra, Dolores Heredia, Mayra Hermosillo, Juan Daniel García, Raúl Briones i Fernando Bonilla, la pel·lícula va ser filmada en els estats de Nuevo León i Tamaulipas, va comptar amb el suport del Programa de Fomento al Cine Mexicano (Focine).
La pel·lícula es va estrenar al 72è Festival Internacional de Cinema de Berlín 2022 en la secció Panorames, i es va estrenar nacionalment al Festival Internacional de Cinema de Morelia 2022, on va guanyar el premi a Millor Llargmetratge, Millor Guió i Millor actor- Es va estrenar a PrimeVideo el 28 d'octubre de 2022. En la 65a edició dels Premis Ariel, va obtenir 16 nominacions, incloent-hi Millor Pel·lícula, Millor Direcció, Millor Actor, Millor Coactuación Femenina, Millor Coactuación Masculina, i Millor Guió Original, dels quals va guanyar dos: Millor Pel·lícula i Millor Coactuación Masculina per a Raúl Briones.

## Argument
Don Reynaldo (Gerardo Trejoluna) és un reconegut caçador en declivi. Quan apareix l'amenaça de perdre el seu patrimoni i el llegat del seu pare, la dinàmica amb la seva família, amb els seus treballadors i amb la terra serà trastocada de manera perillosa.

## Repartiment
- Gerardo Trejoluna: Reynaldo
- Paloma Petra: Rosa
- Dolores Heredia: Sofía
- Juan Daniel García Treviño: Tello
- Mayra Hermosillo: Lily
- Raúl Briones: Guzmán
- Fernando Bonilla: Raúl
- Francisco Barreiro: Elías
- Mariana Villegas: Laura
- Yahir Alday: Braulio
- Camille Mina: Vicky
- Marco García: Arnulfo

## Recepció crítica
Lee Marshall de Screendaily va escriure: "La bravura de la transició entre el drama escolar trist i el western, i la manera com els dos gèneres conviuen i s'entrellacen, el fan tan ric […] Actuacions destacades de Trejoluna i Petra". Ernesto Diezmartínez de Letras Libres va escriure: "La premissa és convincent i, almenys en els primers minuts, Márquez Abella promet una interpretació burleta de l'heroisme, la virilitat i el patriarcat tòxic... Malauradament, en la segona part la pel·lícula s'ensorra completament, entre la dispersió i la indecisió: les tensions de classe entre Don Reynaldo i tots els seus empleats –sobretot amb la bragada Rosita– són més que evidents però es tracten de manera confusa, hi ha girs telegrafiats que no van enlloc".

## Premis i nominacions
| Premi                                       | Categoria                                            | Nominacions                                                          | Resultat  |
| ------------------------------------------- | ---------------------------------------------------- | -------------------------------------------------------------------- | --------- |
| Festival Internacional de Cinema de Berlín  | Premi del Públic - Secció Panorama                   | El Norte Sobre El Vacío                                              | Nominat   |
| Festival Internacional de Cinema de Morelia | Ull a Millor Actor de Llargmetratge Mexicà de Ficció | Gerardo Trejoluna                                                    | Guanyador |
| Festival Internacional de Cinema de Morelia | Millor Guió de Llargmetratge Mexicà de Ficció        | Gabriel Nuncio Alejandra Márquez Abella                              | Guanyador |
| Festival Internacional de Cinema de Morelia | Millor Llargmetratge Mexicà de Ficció                | El Norte Sobre el Vacío                                              | Guanyador |
| Diosas de Plata                             | Millor Actor                                         | Gerardo Trejoluna                                                    | Nominat   |
| Diosas de Plata                             | Millor Coactuación Femenina                          | Paloma Petra                                                         | Nominat   |
| Diosas de Plata                             | Millor Paper de Quadre Masculí                       | Raúl Briones                                                         | Nominat   |
| LXV edició dels Premis Ariel                | Millor Pel·lícula                                    | El Norte Sobre el Vacío                                              | Guanyador |
| LXV edició dels Premis Ariel                | Millor Direcció                                      | Alejandra Márquez Abella                                             | Nominat   |
| LXV edició dels Premis Ariel                | Millor Guió Original                                 | Alejandra Márquez Abella Gabriel Nuncio                              | Nominats  |
| LXV edició dels Premis Ariel                | Millor Actuació Masculina                            | Gerardo Trejoluna                                                    | Nominat   |
| LXV edició dels Premis Ariel                | Millor Coactuació Masculina                          | Fernando Bonilla                                                     | Nominat   |
| LXV edició dels Premis Ariel                | Millor Coactuació Masculina                          | Raúl Briones                                                         | Guanyador |
| LXV edició dels Premis Ariel                | Millor Coactuació Femenina                           | Dolores Heredia                                                      | Nominat   |
| LXV edició dels Premis Ariel                | Millor Fotografia                                    | Claudia Becerril Bulos                                               | Nominat   |
| LXV edició dels Premis Ariel                | Millor So                                            | Palo Betancourt Pedro 'Zulu' González Yuri Laguna Gerardo Villarreal | Nominats  |
| LXV edició dels Premis Ariel                | Millor Edició                                        | Miguel Schverdfinger                                                 | Nominat   |
| LXV edició dels Premis Ariel                | Millors Efectes Especials                            | Luis Eduardo Ambriz Martínez                                         | Nominat   |
| LXV edició dels Premis Ariel                | Millors Efectrs Visuals                              | Raúl Luna                                                            | Nominat   |
| LXV edició dels Premis Ariel                | Millor Disseny d’Art                                 | Sandra Cabriada                                                      | Nominat   |
| LXV edició dels Premis Ariel                | Millor Maquillatge                                   | Pedro Guijarro                                                       | Nominat   |
| LXV edició dels Premis Ariel                | Millor Vestuari                                      | Amanda Cárcamo                                                       | Nominat   |
| LXV edició dels Premis Ariel                | Millor Música Original                               | Tomás Barreiro                                                       | Nominat   |